# 羽太集團
羽太集團（日语：ハタグループ）是一家日本的不动产公司。

## 概要
羽太集團成立於2015年3月，总公司在日本东京都。主要面向華人投資客戶，協助投資日本房產，可提供日語，中文，英文，韓語服務。主要市場，中國，台灣，香港，馬來西亞等地區。

## 主要業務
- 不動產投資事業
- 房屋租賃
- 房屋買賣
- 內裝工事
- 管理事業
- 損害保險代理
- 民宿經營

## 据点

### 日本
- 東京都中央区日本橋箱崎町32-9

### 中國
- 上海市静安区南京西路1601号 　越洋广场38F